# Clavulina rugosa
Clavaire rugueuse
Espèce
Clavulina rugosa, la Clavaire rugueuse,, est une espèce de champignons basidiomycètes de la famille des Hydnaceae.

## Liste des formes et variétés
Selon MycoBank (3 février 2023) :
- Clavulina rugosa f. fuliginea (Fr.) Franchi & M.Marchetti, 2018
- Clavulina rugosa var. alcyonaria Corner, 1950
- Clavulina rugosa var. canaliculata Corner, 1950
- Clavulina rugosa var. macrospora Corner, 1950
- Clavulina rugosa var. olivacea Corner, 1970
- Clavulina rugosa var. rugosa
- Clavulina rugosa var. tropica Dogma, 1967

## Systématique
Le nom correct complet (avec auteur) de ce taxon est Clavulina rugosa (Bull.) J.Schröt., 1888.
L'espèce a été initialement classée dans le genre Clavaria sous le basionyme Clavaria rugosa Bull., 1790.
Ce taxon porte en français le nom vernaculaire ou normalisé suivant : Clavaire rugueuse.
Clavulina rugosa a pour synonymes :
- Clavaria grossa Pers., 1797
- Clavaria herveyi Peck, 1893
- Clavaria rugosa Bull., 1790
- Ramaria rugosa (Bull.) Gray, 1821

## Publication originale
- Schröter, J., Kryptogamen-Flora von Schlesien, vol. 3.1, 1888, p. 385-512